# Dysphania azurea
Dysphania azurea là một loài bướm đêm trong họ Geometridae.